# Winter-Asienspiele 1999
Die 4. Winter-Asienspiele waren eine multinationale Sportveranstaltung. Sie fanden vom 30. Januar bis 6. Februar 1999 in der südkoreanischen Provinz Gangwon-do statt.

## Teilnehmerländer
An den Winter-Asienspielen 1999 nahmen Sportler aus 14 Ländern teil.
| - China (147) - Chinesisch Taipeh (11) - Hongkong (4) - Indien (8) - Iran (11) - Japan (101) - Kasachstan | - Kuwait - Kirgisistan (1) - Libanon (2) - Mongolei - Pakistan (2) - Südkorea (107) - Usbekistan (7) |

Sieben weitere Länder waren mit Delegationen ohne Sportler vertreten.

## Sportarten
- Biathlon (Ergebnisse)
- Eishockey (Ergebnisse)
- Eiskunstlauf (Ergebnisse)
- Eisschnelllauf (Ergebnisse)
- Shorttrack (Ergebnisse)
- Ski Alpin (Ergebnisse)
- Skilanglauf (Ergebnisse)

## Medaillenspiegel
| Platz | Land       | Gold | Silber | Bronze | Gesamt |
| ----- | ---------- | ---- | ------ | ------ | ------ |
| 01    | China      | 15   | 10     | 11     | 36     |
| 02    | Südkorea   | 11   | 10     | 14     | 35     |
| 03    | Kasachstan | 10   | 8      | 7      | 25     |
| 04    | Japan      | 6    | 14     | 9      | 29     |
| 05    | Usbekistan | 1    | 1      | 1      | 3      |